# 長谷川松治
長谷川 松治（はせがわ まつじ、1911年3月4日 - 1998年1月28日）は、日本の言語学者、英語学者、翻訳家。
翻訳に多くの業績があり、1948年（昭和23年）ルース・ベネディクトの『菊と刀』の翻訳に携わった。

## 履歴
- 1911年 奈良県に生まれる
- 1936年 東北大学法文学部卒業
- 1962年 東北大学文学博士。論文の題は「ライプニッツの言語観」[4]
- 東北大学文学部言語学科教授、東北学院大学教授[5]

## 業績
(訳書〉
- ルース・ベネディクト『菊と刀 日本文化の型』社会思想研究会出版部 1948　のち現代教養文庫、講談社学術文庫
- ハンス・コーン『民族的使命 ヨーロッパ・ナショナリズム論考』みすず書房 1953
- A・トインビー、D.C.ソマーヴェル編『歴史の研究』蠟山政道,阿部行蔵共訳 社会思想研究会出版部, 1956　のち現代教養文庫（単独訳）
- トインビー『交遊録』オックスフォード大学出版局 1968
- トインビー『爆発する都市』社会思想社、1975
- 小林淳男滞欧日記 長谷川松治編

### 記念論文集
- 『長谷川松治教授古稀記念論文集』コトバの会 1981